# Rubus nigricatus
Rubus nigricatus är en rosväxtart som beskrevs av P. J. Müll. och Lefèvre. Rubus nigricatus ingår i släktet rubusar, och familjen rosväxter.

## Underarter
Arten delas in i följande underarter:
- R. n. parchavicus
- R. n. persimilis